# Мігель-Естебан
Мігель-Естебан (ісп. Miguel Esteban) — муніципалітет в Іспанії, у складі автономної спільноти Кастилія-Ла-Манча, у провінції Толедо. Населення — 5582 особи (2010).
Муніципалітет розташований на відстані близько 110 км на південний схід від Мадрида, 90 км на південний схід від Толедо.

## Демографія
Динаміка населення (INE ):

## Галерея зображень

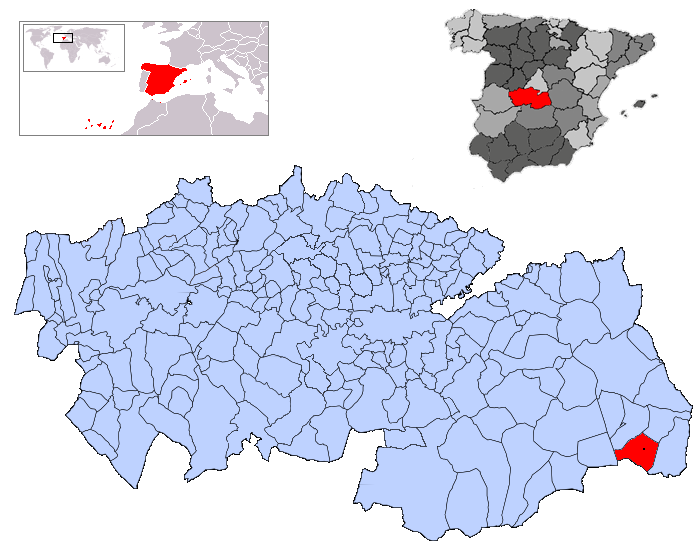
Розташування муніципалітету у провінції Толедо